# Potutorî, Berejanî
Potutorî (în ucraineană Потутори) este o comună în raionul Berejanî, regiunea Ternopil, Ucraina, formată numai din satul de reședință.

## Demografie
Componența lingvistică a comunei Potutorî
     Ucraineană (99,67%)
     Alte limbi (0,34%)
Conform recensământului din 2001, majoritatea populației comunei Potutorî era vorbitoare de ucraineană (99,67%), existând în minoritate și vorbitori de alte limbi.